# Jimmy Wang
Jimmy Wang (čínsky 王宇佐; nejčastěji romanizováno Wang Yeu-tzuoo, pchin-jin: Wáng Yǔzuǒ, českou standardní transkripcí Wang Jü-cuo; narozený 8. února 1985 Saúdská Arábie) je tchajwanský profesionální tenista. Ve své dosavadní kariéře nevyhrál na okruhu ATP World Tour žádný turnaj. Na challengerech ATP a okruhu ITF získal do září 2012 dvanáct titulů ve dvouhře a pět ve čtyřhře.
Na žebříčku ATP byl ve dvouhře nejvýše klasifikován v únoru 2006 na 85. místě a ve čtyřhře pak v témže měsíci na 234. místě. Trénuje ho Vitalij Gorin.
V tchajwanském daviscupovém týmu debutoval v roce 2001 čtvrtfinálovým utkáním 2. skupiny zóny Asie a Oceánie proti Pákistánu, v němž vyhrál obě dvouhry. Do roku 2013 v soutěži nastoupil k šestnácti mezistátním utkáním s bilancí 18–7 ve dvouhře a 5–5 ve čtyřhře.

## Tenisová kariéra
Tenis začal hrát v sedmi letech.
Na juniorském světovém žebříčku ITF byl nejvýše postaven na 3. místě. Dvakrát se probojoval do finále juniorské dvouhry na grandslamu. V prvním z nich na Australian Open 2001 nestačil na Janka Tipsareviće a ve druhém pak na US Open 2001 podlehl Lucemburčanovi Gillesi Müllerovi.
V sezóně 2001 vstoupil do profesionálního tenisu. O čtyři později se poprvé prosadil do elitní světové stovky žebříčku ve dvouhře poté, co si zahrál tři finále challengerů v řadě, ze kterých získal titul v Istanbulu.
V seniorské kategorii grandslamu debutoval ve Wimbledonu 2004, kde v úvodním kole podlehl Andymu Roddickovi. Tchaj-wan reprezentoval na Východoasijských hrách 2005 v Macau, kde vybojoval zlato ve dvouhře. Na Asijských hrách 2005 v Dauhá získal bronzovou medaili v soutěži družstev. Zúčastnil se také Letní univerziády 2005 v İzmiru, kde ve dvouhře dosáhl na bronzový kov.